# Bahnstrecke Vsetín–Velké Karlovice
| Kursbuchstrecke (SŽ): | 282                  |                                    |                                    |
| Streckenlänge: | 27,347 km            |                                    |                                    |
| Spurweite: | 1435 mm (Normalspur) |                                    |                                    |
| Maximale Neigung: | 19 ‰                 |                                    |                                    |
| Streckengeschwindigkeit: | 50 km/h              |                                    |                                    |
| |                      |                                    |                                    |
| \| \| \| von Hranice na Moravě (vorm. ÖLEG) \| \| \| \| (0,200) \| Vsetín \| 345 m \| \| \| 2,872 \| odb. Bečva \| odb. Bečva \| \| \| \| nach Bylnice \| \| \| \| 3,365 \| Ústí u Vsetína zastávka \| 360 m \| \| \| 4,603 \| Janová \| 365 m \| \| \| 7,567 \| Hovězí \| 380 m \| \| \| 9,982 \| Huslenky \| 395 m \| \| \| 12,176 \| Huslenky zastávka \| 405 m \| \| \| 14,10 \| Halenkov zastávka \| 420 m \| \| \| 15,168 \| Halenkov \| 425 m \| \| \| 17,385 \| Nový Hrozenkov zastávka \| 435 m \| \| \| 19,501 \| Nový Hrozenkov \| 460 m \| \| \| 21,90 \| Karolinka zastávka \| 480 m \| \| \| 22,930 \| Karolinka \| 485 m \| \| \| 26,10 \| Velké Karlovice zastávka \| 520 m \| \| \| 27,347 \| Velké Karlovice \| 525 m \| |                      |                                    |                                    |
| Strecke |                      | von Hranice na Moravě (vorm. ÖLEG) | von Hranice na Moravě (vorm. ÖLEG) |
| Bahnhof | (0,200)              | Vsetín                             | 345 m                              |
| Blockstelle | 2,872                | odb. Bečva                         | odb. Bečva                         |
| Abzweig geradeaus und nach rechts |                      | nach Bylnice                       | nach Bylnice                       |
| Haltepunkt / Haltestelle | 3,365                | Ústí u Vsetína zastávka            | 360 m                              |
| Haltepunkt / Haltestelle | 4,603                | Janová                             | 365 m                              |
| Bahnhof | 7,567                | Hovězí                             | 380 m                              |
| Haltepunkt / Haltestelle | 9,982                | Huslenky                           | 395 m                              |
| Haltepunkt / Haltestelle | 12,176               | Huslenky zastávka                  | 405 m                              |
| Haltepunkt / Haltestelle | 14,10                | Halenkov zastávka                  | 420 m                              |
| Bahnhof | 15,168               | Halenkov                           | 425 m                              |
| Haltepunkt / Haltestelle | 17,385               | Nový Hrozenkov zastávka            | 435 m                              |
| Haltepunkt / Haltestelle | 19,501               | Nový Hrozenkov                     | 460 m                              |
| Haltepunkt / Haltestelle | 21,90                | Karolinka zastávka                 | 480 m                              |
| Bahnhof | 22,930               | Karolinka                          | 485 m                              |
| Haltepunkt / Haltestelle | 26,10                | Velké Karlovice zastávka           | 520 m                              |
| Kopfbahnhof Streckenende | 27,347               | Velké Karlovice                    | 525 m                              |

Die Bahnstrecke Vsetín–Velké Karlovice ist eine Eisenbahnverbindung in Tschechien, die ursprünglich als staatlich gerantierte Lokalbahn Wsetin–Groß-Karlowitz (tschech.: Místní dráha Vsetín–Velké Karlovice) erbaut und betrieben wurde. Sie führt in Mähren von Vsetín nach Velké Karlovice.
Nach einem Erlass der tschechischen Regierung ist die Strecke seit dem 20. Dezember 1995 als regionale Bahn („regionální dráha“) klassifiziert.

## Geschichte

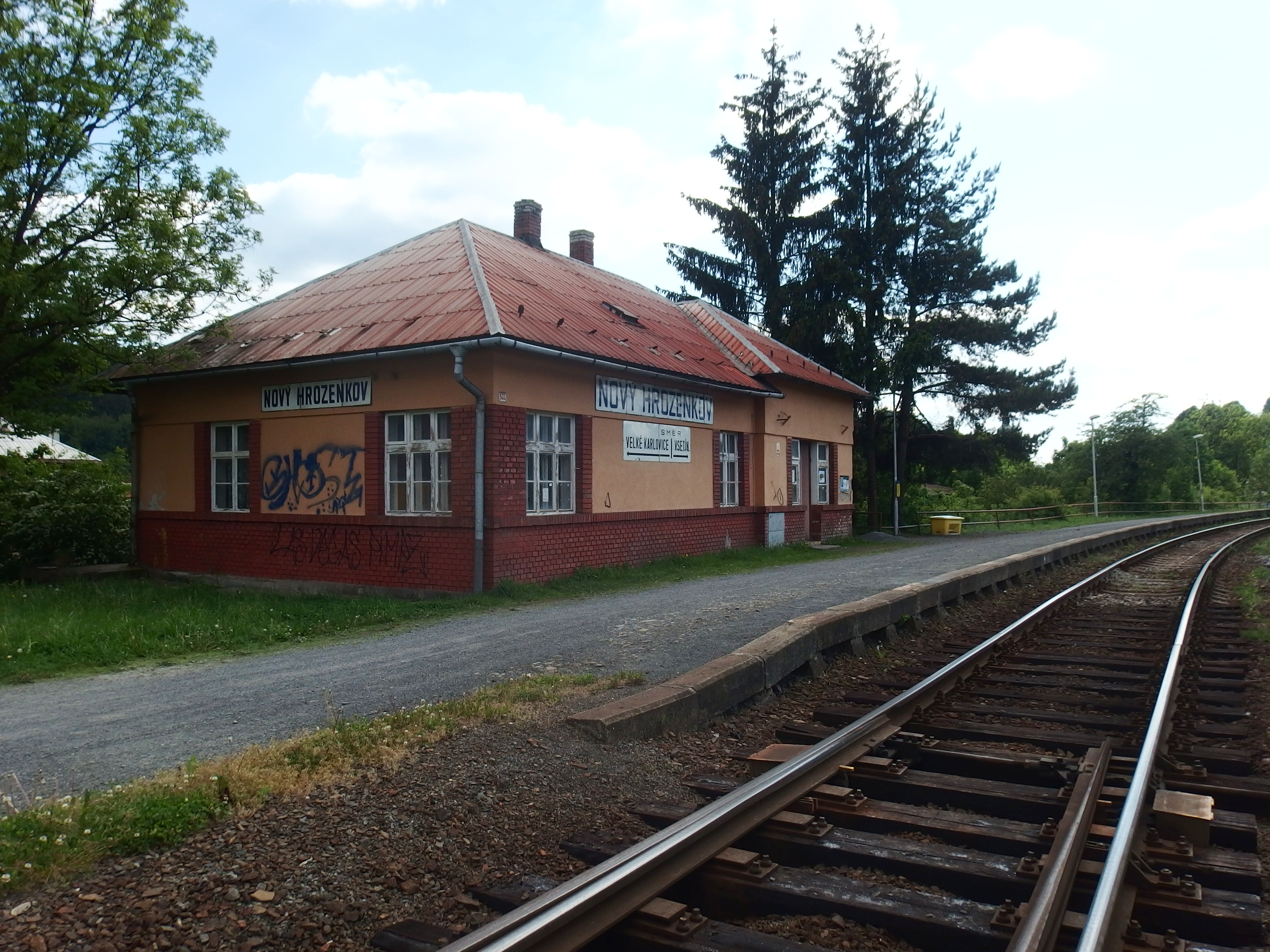
Haltestelle Nový Hrozenkov (2017)

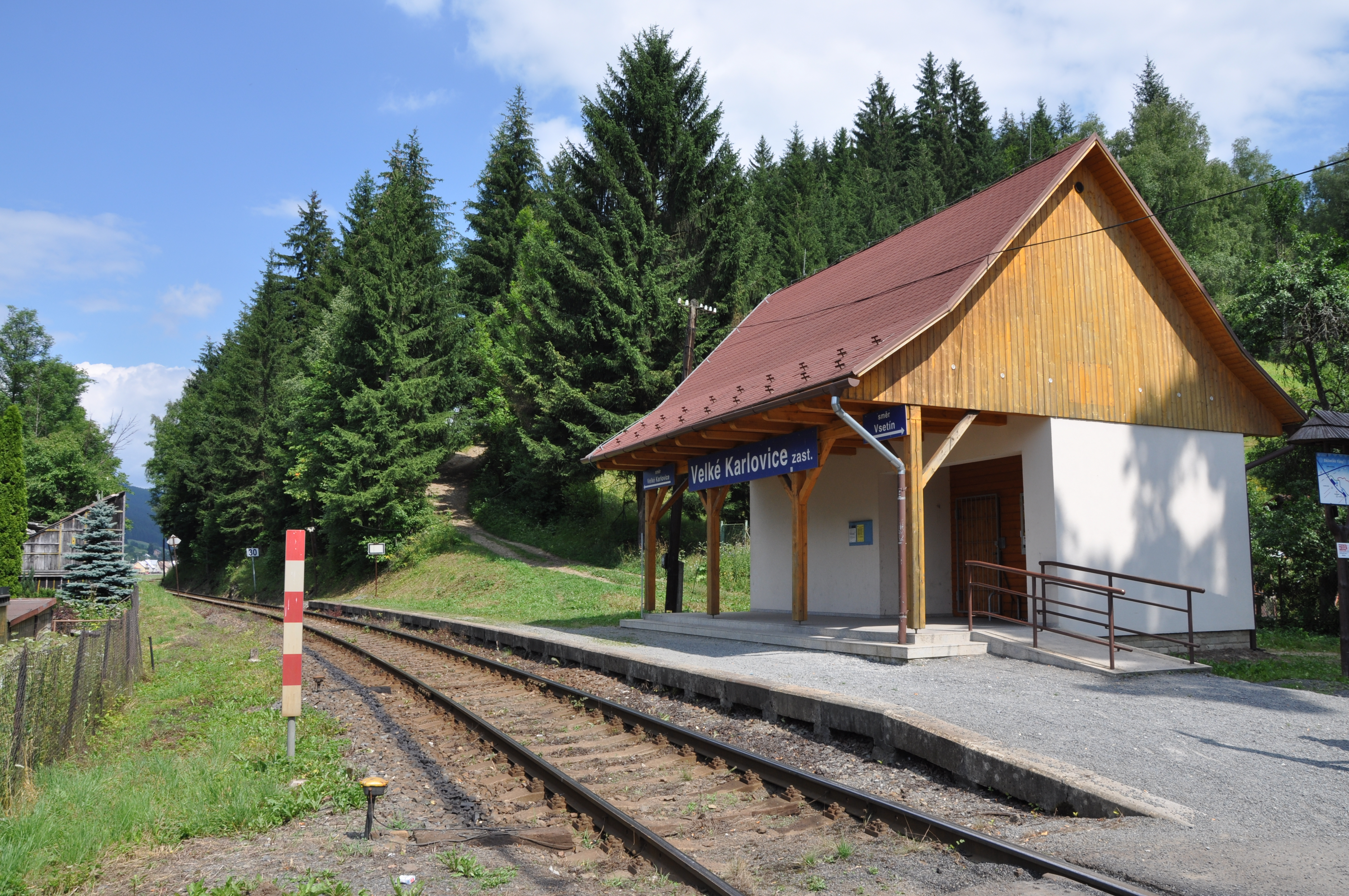
Haltestelle Velké Karlovice zastávka (2013)

Am 27. Juli 1907 wurde den Herren Alfred Reich in Wien, Theodor Kronet in Wsetin, Anton Kroupa in Howězi, Edmund Hawerland in Neu Krosenkau und Rudolf Zahrada in Groß Karlowitz die Konzession „zum Baue und Betriebe einer als normalspurige Localeisenbahn auszuführenden Locomotiveisenbahn von der Station Wsetin der k.k. Staatsbahnlinie Mährisch Weißkirchen–Wsetin nach Großkarlowitz“ erteilt.
Das Kapital der 1908 gegründeten Aktiengesellschaft betrug insgesamt 900.000 Kronen. Ausgegeben wurden 2500 Stück Stammaktien zu je 200 Kronen, 100 Stammaktien zu je 4000 Kronen und 1079 Stück Obligationen zu je 2000 Kronen. Das Land Mähren erwarb Aktien im Wert von 546.000 Kronen, der Rest im Wert von 354.000 Kronen ging an verschiedene private Interessenten.
Am 21. Dezember 1908 wurde die Strecke eröffnet. Den Betrieb führte die k.k. Nordbahndirektion der k.k. Staatsbahnen (kkStB) für Rechnung der Eigentümer aus. Im Jahr 1912 wies der Fahrplan der Lokalbahn drei gemischte Zugpaare 2. und 3. Klasse aus. Die Fahrzeit für die 30 Kilometer lange Strecke betrug fast zwei Stunden.
Nach dem Ersten Weltkrieg ging die Betriebsführung an die neu gegründeten Tschechoslowakischen Staatsbahnen (ČSD).
Am 1. Januar 1925 wurde die Lokalbahn Wsetin–Groß-Karlowitz per Gesetz verstaatlicht und die Strecke wurde ins Netz der ČSD integriert.
Im Zweiten Weltkrieg lag die Strecke zur Gänze im Protektorat Böhmen und Mähren. Betreiber waren jetzt die Protektoratsbahnen Böhmen und Mähren (ČMD-BMB). Am 9. Mai 1945 kam die Strecke wieder vollständig zu den ČSD.
Im Jahresfahrplan 2012 wurde die Strecke in einem angenäherten Zweistundentakt von Personenzügen bedient. Weitere Züge verdichteten diesen Fahrplan morgens und nachmittags zu einem teilweisen Stundentakt.

## Lokomotiven
Für Rechnung der Lokalbahn Wsetin–Groß-Karlowitz beschafften die kkStB zwei Lokomotiven der Reihe 97. Die Lokomotiven besaßen die Betriebsnummern 97.251 und 252.